# Кадеркино
Каде́ркино (чув. Кураккасси) — деревня в Шумерлинском районе Чувашской республики. До 2021 года входила в состав Юманайского сельского поселения до его упразднения.

## География
Находится в западной части Чувашии на расстоянии приблизительно 20 км на север-северо-восток по прямой от районного центра города Шумерля.

## История
Известна с 1798 года как деревня с 17 дворами и 81 жителем. В 1880 году отмечено 48 дворов и 236 жителей, в 1897 52 и 307 соответственно, в 1927 90 и 407, в 1979 263 человека, в 2002 учтено 67 дворов, в 2010 — 51 частное домохозяйство. В советское время работал колхоз «1-е Мая», позднее СХПК им. Чапаева.

## Население
Население составляло 179 человек (чуваши 99 %) в 2002 году, 212 в 2010.